# Chirophagoides mystacopis
Chirophagoides mystacopis är en spindeldjursart som beskrevs av Alex Fain 1963. Chirophagoides mystacopis ingår i släktet Chirophagoides och familjen Sarcoptidae. Inga underarter finns listade i Catalogue of Life.